# Preferencyjne porozumienie handlowe
Preferencyjne porozumienie handlowe – umowa umożliwiająca preferencyjny dostęp do rynku dla wybranych towarów pochodzących z produkcji w państwach będących sygnatariuszami. Osiąga się to poprzez redukcję ceł, nie znosząc ich jednak całkowicie. Jest pierwszym etapem integracji ekonomicznej.